# Bildpersonalisierung
Bildpersonalisierung ist ein Verfahren der digitalen Bildbearbeitung, mit dem beliebige Texte in Bilder eingefügt werden.

## Anwendung
Das Verfahren der Bildpersonalisierung wird hauptsächlich im Bereich des Direktmarketings verwendet,  z. B. in Mailings, Broschüren, (Bild-)Kalendern oder Zeitschriften.  Im Gegensatz zur reinen Textpersonalisierung, wo z. B. der Name des Empfängers in ein Anschreiben eingesetzt wird, können hier weit höhere Response-Raten erzielt werden.
Neben der Möglichkeit des Direktmarketings gibt es einige Internetdienstleister, welche bildpersonalisierte Produkte für Endkunden und in Einzelstücken anbieten.

## Verfahren
Personalisierte Bilder lassen sich entweder selbst mithilfe spezialisierter, käuflicher Software erstellen (DirectSmile, Fusion Pro Expressions, XMPIE) oder mit Software as a Service (AlphaPicture). Alle Anbieter von Software bieten auch eine Auswahl vorgefertigter Motive („Sets“) an. Im Regelfalle werden die personalisierten Inhalte auf Mailings und Websites eingesetzt. Eine andere Form der Personalisierung ist die Videopersonalisierung. Die Nutzung dieser Technologie wird in Zukunft noch weiter zunehmen.

## Besonderheit im Druck
Im Normalfall werden hochauflagige Werbeaktionen im Offsetdruck hergestellt. Da dieses Druckverfahren eine nichtveränderliche Druckvorlage benötigt, wird für personalisierte Bilder auf den Digitaldruck zurückgegriffen. Im Vergleich zum Offsetdruck ist der Digitaldruck heute bei hohen Auflagen noch etwas teurer, bei Auflagen >5000 Stück ist er hingegen häufig günstiger. Allerdings kann mit der Bildpersonalisierung eine höhere Response bzw. Öffnungsrate erzielt werden als bei einem herkömmlichen Mailing. Mit keinen oder überschaubaren Mehrkosten kann also eine höhere Wirkung erzielt werden.
Es gibt jedoch Techniken (z. B. PPML), die die Zeit für die Vorbereitung zum Druck auf dem RIP um ein Vielfaches verringern. Dies wird unter anderem durch die Wiederverwendung von wiederholenden Elementen ermöglicht.